# Valentina Vezzali
Maria Valentina Vezzali (Jesi, 14 febbraio 1974) è una politica ed ex schermitrice italiana, specializzata nel fioretto.
Dal 16 marzo 2021 al 22 ottobre 2022 è stata sottosegretaria di Stato alla Presidenza del Consiglio dei ministri con delega allo sport nel governo Draghi.
Considerata una delle migliori schermitrici della storia, ha vinto ai Giochi olimpici nove medaglie, di cui sei d'oro, una d'argento e due di bronzo, un risultato che la annovera tra gli sportivi con il maggior numero di medaglie e di medaglie d'oro olimpiche.
È la schermitrice più vincente di sempre nel fioretto, la donna più medagliata nella scherma e la sportiva italiana con più medaglie d'oro insieme con gli altri schermidori Edoardo Mangiarotti e Nedo Nadi.
È la sesta sportiva al mondo ad essersi aggiudicata tre medaglie d'oro olimpiche in una singola specialità individuale e la quinta ad andare a medaglia per cinque volte, salendo sul podio da Atlanta 1996 a Londra 2012.
In carriera ha vinto anche 16 titoli Mondiali, 13 Europei, cinque Universiadi, due Giochi del Mediterraneo, 11 volte la Coppa del Mondo (78 prove vinte) e 30 titoli nazionali.
Nel 2013 fu eletta nella XVII Legislatura per la circoscrizione Marche in quota alla lista Scelta Civica.
Nel 2016 entrò nella Walk of Fame dello sport italiano.

## Biografia

### Carriera sportiva
Nata e cresciuta a Jesi da genitori di origine reggiana, padre di Correggio e madre di Quattro Castella, comincia a praticare la scherma nel 1980 presso il Club Scherma Jesi. A 15 anni incomincia a mietere i primi successi nel Campionato Mondiale Cadette, vincendo tre titoli iridati consecutivi.
Nella categoria under 20 si aggiudica una medaglia di bronzo (1990), una d'argento (1992) e due d'oro (1993 e 1994) ai Mondiali, due medaglie d'oro (1992 e 1993) agli Europei; inoltre conquista tre volte la coppa del Mondo (dal 1992 al 1994).
I successi ottenuti da under 20 la faranno entrare rapidamente nel giro della nazionale maggiore, anche se non viene convocata per le Olimpiadi di Barcellona del 1992. L'anno successivo ai Campionati europei di scherma di Linz 1993 vince la medaglia di bronzo nel fioretto individuale, sua prima medaglia da professionista in assoluto, mentre le prime medaglie mondiali arrivano l'anno successivo, con la medaglia d'argento sia nella gara individuale sia nella gara a squadre di fioretto. Alle Olimpiadi ha vinto 9 medaglie olimpiche: 6 Ori, 1 Argento e 2 Bronzi.
L'esordio olimpico avviene ai Giochi di Atlanta del 1996, dove ottiene la medaglia d'Argento nella prova individuale di fioretto, perdendo in finale contro la romena Laura Badea. Si rifarà assieme alle altre fiorettiste azzurre Giovanna Trillini e Francesca Bortolozzi nella prova di squadra, uscendo dalla finale contro la Romania con al collo la medaglia d'Oro. L'anno dopo vince l'oro individuale alla XIX Universiade in Sicilia.
Nell'edizione seguente delle Olimpiadi, quella di Sydney 2000, Vezzali raggiunge di nuovo la finale del fioretto femminile individuale. Stavolta la spunta sulla tedesca Rita König, aggiudicandosi la medaglia d'oro. Vince la medaglia d'oro anche nel torneo a squadre, assieme alle compagne di squadra Giovanna Trillini e Diana Bianchedi, dopo aver battuto in finale la Polonia.
Ad Atene 2004 il fioretto femminile a squadre viene tolto dal programma olimpico per far esordire la sciabola femminile individuale e mantenere il limite di 10 eventi nella scherma, costringendo le atlete a concentrare tutti i loro sforzi sulla gara individuale. Valentina Vezzali riesce a ripetere la vittoria olimpica di Sydney, sconfiggendo in finale la connazionale e concittadina Giovanna Trillini: nel fioretto femminile, l'impresa del bis olimpico era riuscita solo alla ungherese Elek nel 1936 e nel 1948.
Al Campionato del Mondo di scherma, svolto a Lipsia nel 2005, conquista il suo quarto oro nel fioretto individuale, a soli quattro mesi di distanza dalla nascita del suo primogenito Pietro.
L'anno successivo, ai Mondiali di Torino, con il legamento di un ginocchio rotto, perde di misura in finale 7 a 6 contro la connazionale Margherita Granbassi e si deve accontentare della medaglia d'argento; lo stesso avviene nella gara a squadre, dove l'Italia viene sconfitta in finale dalla Russia.
La rivincita arriva prontamente a San Pietroburgo 2007, dove sconfigge per 15-6 Giovanna Trillini in semifinale e vince la finale contro la Granbassi per 11-8, conquistando il 5° oro mondiale individuale, unica schermitrice nella storia assieme al fiorettista sovietico Aleksandr Roman'kov e allo sciabolatore russo Stanislav Pozdnjakov.
Nei Giochi della XXIX Olimpiade ottiene un altro oro nella finale di fioretto individuale, battendo 6-5 la coreana (mancina) Nam Hyun-Hee e superando Giovanna Trillini nella classifica degli atleti italiani che hanno vinto più medaglie d'oro ai Giochi olimpici. Diviene anche l'unica atleta ad aver vinto tre medaglie d'oro consecutive nella stessa disciplina alle Olimpiadi. Vince il bronzo a squadre, sempre nel fioretto, insieme con Margherita Granbassi, Giovanna Trillini e Ilaria Salvatori. Successivamente al trionfo olimpico, si è resa protagonista di un siparietto con l'allora presidente del consiglio dei ministri Silvio Berlusconi, che è stato oggetto di critiche e ironia, nel corso della trasmissione Porta a Porta condotta da Bruno Vespa su Rai 1.
Oltre alle nove medaglie olimpiche vinte, Valentina Vezzali ha conseguito numerosi successi in altre importanti manifestazioni della scherma. Ai Campionati del Mondo ha raccolto un totale di 15 medaglie d'oro (6 individuali e 9 a squadre), 5 d'argento e 4 di bronzo, mentre agli Europei conta 13 ori (5 individuali e 8 a squadre), 4 argenti e 4 bronzi.
Si è aggiudicata la Coppa del Mondo per ben 11 volte. Nel periodo tra il 1996 e il 2004 ha perso il trofeo solo nel 1998 (giungendo seconda dietro la Trillini), vincendo in totale 67 gare, record assoluto per la scherma e anche per un atleta italiano di qualsiasi sport. All'attivo vanta anche 2 ori ai Giochi del Mediterraneo (2001, 2009), 4 ori alle Universiadi (1995, 1997, 1999, 2001) e 20 titoli italiani (11 individuali e 9 a squadre). È stata la numero uno del ranking mondiale ininterrottamente dal 1996 fino alla pausa per maternità dopo Atene 2004. Tra il 1999 e il 2001 ha vinto tutte le grandi manifestazioni a cui ha partecipato. Tra il 1999 e il 2000 si è aggiudicata 56 match consecutivi.

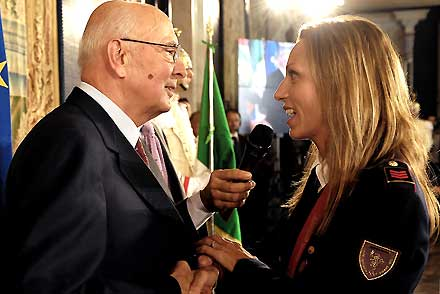
Vezzali ricevuta dal presidente Napolitano

Ai Campionati mondiali di scherma di Antalia 2009 fallisce l'accesso alla semifinale, battuta dall'altra azzurra Elisa Di Francisca, ma con la vittoria nella competizione a squadre, il 7 ottobre 2009, conquista il suo 11º titolo e supera Roman'kov, che con 10 titoli complessivi deteneva il primato di ori mondiali nel fioretto. La vittoria arriva con le compagne Elisa Di Francisca, Margherita Granbassi e Arianna Errigo, battendo 45-33 la Russia. Nel luglio 2010 vince il titolo individuale europeo e quello a squadre con le compagne Elisa Di Francisca, Arianna Errigo e Ilaria Salvatori a Lipsia, conquistando anche la Coppa del Mondo 2010. Il 7 novembre 2010, ai mondiali di Parigi, perde nella semifinale dell'individuale contro la connazionale Arianna Errigo. Il 10 novembre 2010, sempre ai mondiali di Parigi, vince la medaglia d'oro a squadre, battendo in finale la Polonia per 45-37, portandosi a un solo oro dal record assoluto di Edoardo Mangiarotti, record che però poi raggiunge ai Campionati mondiali di scherma di Catania 2011, torneo in cui conquista il 6º titolo mondiale individuale, battendo in finale 14-7 Elisa Di Francisca, e l'argento nella prova a squadre, nella quale l'Italia perde la finale con la Russia 45-44.
L'atleta aveva dichiarato che avrebbe continuato con l'attività agonistica fino alle Olimpiadi di Londra 2012, durante le quali è stata la portabandiera azzurra. Approda alle semifinali di Londra 2012, dove viene sconfitta dalla connazionale Arianna Errigo. Nella finale per il terzo posto affronta come 4 anni prima la coreana Nam, vincendo all'extra time con una leggendaria rimonta, che le permette di recuperare 4 punti di svantaggio in soli 13 secondi (passando da un punteggio di 8-12 ad uno 12-12); il risultato finale è di 13-12. La jesina vince il bronzo e va così a completare il podio tutto azzurro (prima volta alle Olimpiadi nel fioretto femminile). L'oro non le sfugge nella prova a squadre con Errigo, Di Francisca e Salvatori, nella quale, con un punteggio di 45 a 31, sconfiggono in finale le russe. Sono diventate così ben 9 le medaglie vinte alle Olimpiadi dalla Vezzali.
Dopo le Olimpiadi, Vezzali decide di tornare sui suoi passi e di continuare a gareggiare. Il primo appuntamento in cui torna in scena coincide con i Campionati mondiali di scherma di Budapest 2013, dopo 83 giorni dalla nascita del suo secondogenito Andrea, e nell'occasione dichiara il suo impegno a continuare con l'attività agonistica, nella speranza di arrivare alle Olimpiadi di Rio 2016. In tali campionati, non avendo disputato la Coppa del Mondo, è costretta a partire dai gironi di qualificazione, che supera agevolmente, accedendo al tabellone principale del torneo individuale, dove riesce ad arrivare fino ai quarti di finale, nei quali perde contro Arianna Errigo per 15-8. Nella gara a squadre disputa gli ottavi di finale contro il Brasile, gara vinta per 45-12 dall'Italia, mentre resta a riposo contro la Cina nei quarti, la Corea del Sud in semifinale e la Francia in finale, contro cui l'Italia vince la finale per 45-19. L'incontro disputato contro il Brasile permette a Vezzali di vincere la medaglia d'oro numero 14 ai Campionati mondiali di scherma e di superare così il record di 13 ori ai Campionati mondiali, che apparteneva a Edoardo Mangiarotti, e di 19 ori tra Campionati mondiali e Olimpiadi, appartenente sempre a Mangiarotti.
Vezzali vince poi la medaglia di bronzo individuale e la medaglia d'oro a squadre ai mondiali di Kazan 2014 nel fioretto, portando a 24 il numero di medaglie vinte ai mondiali di scherma. Vince la medaglia d'oro a squadre nel fioretto agli Europei di Montreux 2015 in Svizzera. Vince la medaglia d'oro ai Mondiali di Mosca 2015 nel fioretto a squadre. Vince la medaglia d'argento ai Mondiali di Rio 2016 il 26 aprile nel fioretto a squadre chiudendo la carriera con 26 medaglie complessive vinte ai mondiali tra gare individuali e gare a squadre disputate.

### Attività politica

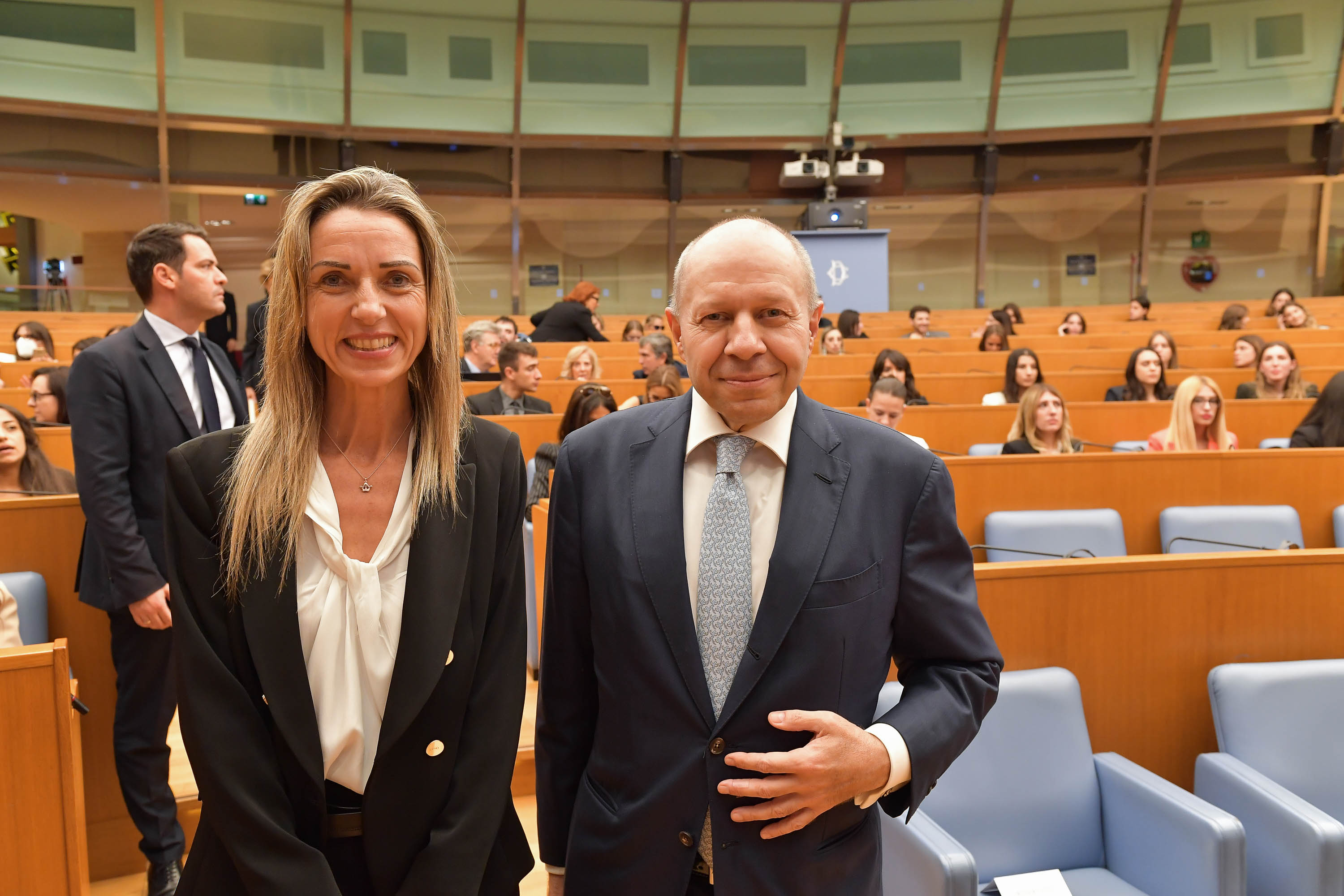
Valentina Vezzali nel 2022 alla Camera dei deputati insieme al segretario generale della Fondazione Italia USA Corrado Maria Daclon

Alle elezioni politiche del 2013 è stata candidata alla Camera dei Deputati nelle liste di Scelta Civica per l'Italia (il partito centrista fondato dal premier uscente Mario Monti), nella circoscrizione Marche (come capolista) e nella circoscrizione Campania 1 (in seconda posizione), venendo eletta deputata della XVII Legislatura nella circoscrizione Marche.
Come parlamentare ha fatto parte della Commissione cultura, scienza e istruzione e ha presentato 19 disegni di legge come primo firmatario, 68 disegni di legge come cofirmatario, 14 mozioni, 115 interrogazioni, 128 emendamenti come primo firmatario, 136 emendamenti come cofirmatario. In larga parte la sua attività parlamentare è stata incentrata su sport, diritti delle donne, educazione fisica, salute, alimentazione. È stata presente in 11 067 votazioni.
Dall'11 luglio 2015 è stata vicepresidente nazionale di Scelta Civica. Il 30 novembre 2017 si è iscritta al Gruppo misto, in disaccordo con il suo partito dopo che quest'ultimo ha scelto di allearsi con Forza Italia in vista delle elezioni politiche del 2018.
Il 16 marzo 2021 giura come sottosegretario di Stato alla Presidenza del Consiglio dei ministri nel nuovo Governo Draghi, con delega allo sport.
Il 27 luglio 2022, dopo le dimissioni di Draghi e a meno di due mesi dalle elezioni politiche anticipate, aderisce a Forza Italia. Alle elezioni politiche anticipate del 25 settembre 2022 viene candidata per la Camera dei deputati come capolista nel collegio plurinominale delle Marche e in quello del Trentino non riuscendo ad essere eletta.

## Vita privata

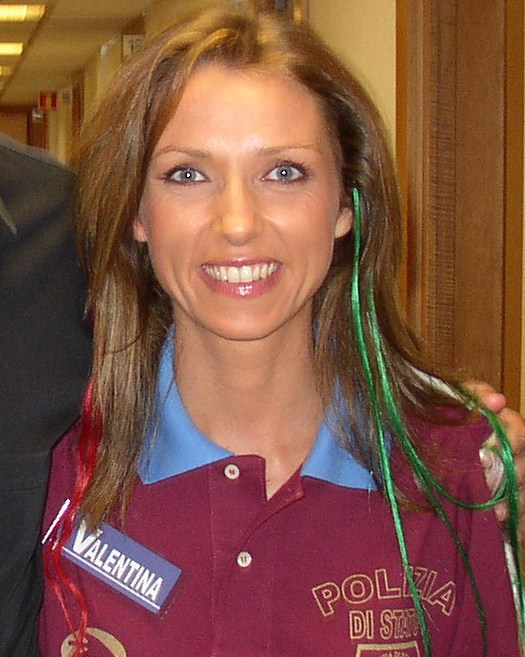
Vezzali con la maglia del Gruppo Sportivo Fiamme Oro in una foto del 2004

È nata a Jesi da una famiglia reggiana, trasferitasi lì nel 1971: la mamma, Enrica Beneventi, è di Quattro Castella, il papà Lauro, scomparso a soli 51 anni nel 1989, era di Budrio di Correggio, dove è sepolto. Anche le sorelle maggiori di Valentina, Maria Stefania e Nathalie, sono nate in Emilia. Il comune d'origine della madre ha conferito alla campionessa la cittadinanza onoraria.
Dal 1999 è in forza al gruppo sportivo Fiamme Oro della Polizia di Stato, nella quale è inquadrata con la qualifica di sovrintendente. Nel 2006 ha pubblicato un'autobiografia, A viso scoperto (editore Sperling & Kupfer, collana "I fuoriclasse"), scritta con Caterina Luchetti, nella quale ha raccontato vita personale e imprese sportive. Una sua seconda autobiografia, Io, Valentina Vezzali, scritta in collaborazione con Betta Carbone, è stata pubblicata nel 2012.
È stata sposata dal 2002 al 2017 con Domenico Giugliano, ex calciatore professionista, con il quale ha avuto due figli, Pietro e Andrea. È tifosa dell'Inter.
Nell'inverno 2009 ha esordito come personaggio televisivo, partecipando come concorrente, in coppia con il ballerino professionista Samuel Peron, alla quinta edizione del reality di Rai Uno Ballando con le stelle. Nel 2009 è stata la testimonial pubblicitaria di Kinder Cereali.
Il 5 giugno 2009 è stata madrina di battesimo della nave da crociera Costa Luminosa della compagnia Costa Crociere.
Dal 2010 è testimonial AISM nella campagna La gardenia dell'AISM.
Nel 2024 partecipa come concorrente alla diciottesima edizione de L'isola dei famosi.

## Palmarès
In carriera ha ottenuto i seguenti risultati:
Risultati aggiornati al 2 aprile 2024.

### Giochi olimpici
Individuale
- Oro nel fioretto a Sydney 2000
- Oro nel fioretto ad Atene 2004
- Oro nel fioretto a Pechino 2008
- Argento nel fioretto ad Atlanta 1996
- Bronzo nel fioretto a Londra 2012

A squadre
- Oro nel fioretto ad Atlanta 1996
- Oro nel fioretto a Sydney 2000
- Oro nel fioretto a Londra 2012
- Bronzo nel fioretto a Pechino 2008

### Mondiali
Individuale
- Oro a Seul 1999
- Oro a Nîmes 2001
- Oro a L'Avana 2003
- Oro a Lipsia 2005
- Oro a San Pietroburgo 2007
- Oro a Catania 2011
- Argento a Atene 1994
- Argento a Torino 2006
- Bronzo a L'Aia 1995
- Bronzo a La Chaux-de-Fonds 1998
- Bronzo a Parigi 2010
- Bronzo a Kazan' 2014

A squadre
- Oro a L'Aia 1995
- Oro a Città del Capo 1997
- Oro a La Chaux-de-Fonds 1998
- Oro a Nîmes 2001
- Oro a New York 2004
- Oro a Antalia 2009
- Oro a Parigi 2010
- Oro a Budapest 2013
- Oro a Kazan' 2014
- Oro a Mosca 2015
- Argento a Atene 1994
- Argento a Torino 2006
- Argento a Catania 2011
- Argento a Rio 2016

### Mondiali militari
Individuale
- Bronzo nel fioretto a Viterbo 2000

A squadre
- Oro nel fioretto a Viterbo 2000

### Europei
Individuale
- Oro a Plovdiv 1998
- Oro a Bolzano 1999
- Oro a Coblenza 2001
- Oro a Plovdiv 2009
- Oro a Lipsia 2010
- Argento a Bourges 2003
- Argento a Gand 2007
- Argento a Sheffield 2011
- Bronzo a Linz 1993
- Bronzo a Strasburgo 2014

A squadre
- Oro a Bolzano 1999
- Oro a Coblenza 2001
- Oro a Plovdiv 2009
- Oro a Lipsia 2010
- Oro a Sheffield 2011
- Oro a Legnano 2012
- Oro a Strasburgo 2014
- Oro a Montreux 2015
- Argento a Bourges 2003
- Bronzo a Plovdiv 1998
- Bronzo a Gand 2007

### Coppa del mondo
78 vittorie nelle prove
- nella classifica generale del fioretto 1995/1996
- nella classifica generale del fioretto 1996/1997
- nella classifica generale del fioretto 1998/1999
- nella classifica generale del fioretto 1999/2000
- nella classifica generale del fioretto 2000/2001
- nella classifica generale del fioretto 2001/2002
- nella classifica generale del fioretto 2002/2003
- nella classifica generale del fioretto 2003/2004
- nella classifica generale del fioretto 2006/2007
- nella classifica generale del fioretto 2007/2008
- nella classifica generale del fioretto 2009/2010

### Giochi del Mediterraneo
Individuale
- Oro nel fioretto a Tunisi 2001
- Oro nel fioretto a Pescara 2009

### Universiadi
Individuale
- nel fioretto a Fukuoka 1995
- nel fioretto a Catania 1997
- nel fioretto a Palma di Maiorca 1999
- nel fioretto a Pechino 2001

A squadre
- nel fioretto a Palma di Maiorca 1999
- nel fioretto a Fukuoka 1995
- nel fioretto a Catania 1997
- nel fioretto a Pechino 2001

### Giochi mondiali militari
Individuale
- Oro nel fioretto a Zagabria 1999
- Oro nel fioretto a Catania 2003

A squadre
- Oro nel fioretto a Zagabria 1999
- Oro nel fioretto a Catania 2003

### Campionati italiani
- 30  5  3

Individuale
- Oro nel fioretto a Foggia 1992
- Oro nel fioretto a  1994
- Oro nel fioretto a Prato 1995
- Oro nel fioretto nel  1996
- Oro nel fioretto a Bari 1997
- Oro nel fioretto a  1998
- Oro nel fioretto a Firenze 1999
- Oro nel fioretto nel 2000
- Oro nel fioretto nel 2001
- Oro nel fioretto a Roma 2003
- Oro nel fioretto a Padova 2004
- Oro nel fioretto a Torino 2006
- Oro nel fioretto a Jesi 2008
- Oro nel fioretto a Tivoli 2009
- Oro nel fioretto a Bologna 2012
- Argento nel fioretto a Siracusa 2010
- Argento nel fioretto a Livorno 2011
- Argento nel fioretto a Torino 2015
- Bronzo nel fioretto a Conegliano Veneto 2002

A squadre
- Oro nel fioretto nel 1994
- Oro nel fioretto a Prato 1995
- Oro nel fioretto nel 1996
- Oro nel fioretto a Bari 1997
- Oro nel fioretto nel 1998
- Oro nel fioretto a Firenze 1999
- Oro nel fioretto nel 2000
- Oro nel fioretto a Conegliano Veneto 2002
- Oro nel fioretto a Napoli 2007
- Oro nel fioretto a Jesi 2008
- Oro nel fioretto a Tivoli 2009
- Oro nel fioretto a Siracusa 2010
- Oro nel fioretto a Bologna 2012
- Oro nel fioretto a Acireale 2014
- Oro nel fioretto a Torino 2015
- Argento nel fioretto a Padova 2004
- Argento nel fioretto a Torino 2006
- Bronzo nel fioretto a  2001
- Bronzo nel fioretto a Livorno 2011

### Altri risultati
Mondiali giovani
Individuale
- Oro nel fioretto a Denver 1993
- Oro nel fioretto a Città del Messico 1994
- Argento nel fioretto a Genova 1992
- Bronzo nel fioretto a Mödling 1990

A squadre
Mondiali cadetti
Individuale
- Oro nel fioretto a Lisbona 1989
- Oro nel fioretto a Goteborg 1990
- Oro nel fioretto a Foggia 1991

Europei giovani
Individuale
- Oro nel fioretto a Innsbruck 1992
- Oro nel fioretto a Estoril 1993

A squadre
Europei cadetti
Individuale
- Argento nel fioretto a Budapest 1989
- Argento nel fioretto a Gouda 1990

A squadre
Coppa del Mondo juniores
- 3 Coppe del Mondo

## Riconoscimenti
- Gazzetta Sports Awards: 8

Categoria Donna dell'anno in ambito italiano: 2000, 2001, 2003, 2004, 2005, 2007
Categoria Donna dell'anno in ambito mondiale: 2004
Categoria squadra italiana dell'anno: 2012
- Vincitore Assoluto Premio Internazionale "Giuseppe Sciacca" 2011.[31]
- Nel novembre 2013 si è aggiudicata il premio "Tor Vergata - Etica nello sport", organizzato dall'omonima seconda università di Roma.[32]
- Nel settembre 2016, alla presenza del Presidente CONI Giovanni Malagò, una targa con il nome di Vezzali è stata inserita nel percorso Walk of Fame dello sport italiano inaugurato l'anno precedente al parco olimpico del Foro Italico a Roma, riservato agli sportivi italiani che si sono distinti per i risultati ottenuti in campo internazionale.[33]
- Nell'ottobre 2022 alla Camera dei Deputati viene insignita del Premio America della Fondazione Italia USA.[34]

## Opere
- A viso scoperto, Milano, Sperling & Kupfer, 2006, ISBN 88-200-4162-6.
- Io, Valentina Vezzali, Milano, Baldini Castoldi Dalai, 2012, ISBN 88-6620-355-6.